# سوالبارد
سوالبارد (به نروژی: Svalbard) (‎/ˈsvɑːlbɑːr(d)/‎ SVAHL-bar(d) نروژی شرقی شهری: [ˈsvɑ̂:ɫbɑr])، که پیش‌تر با نام‌های اِسپیتسْ‌بِرگن (به نروژی: Spitsbergen) یا اسپیتزبرگن (به نروژی: Spitzbergen) شناخته می‌شد، یک مجمع‌الجزایر نروژی در اقیانوس منجمد شمالی است. این مجمع‌الجزایر که در شمال اروپای قاره‌ای قرار دارد، تقریباً در میانهٔ سواحل شمالی نروژ و قطب شمال واقع شده است. جزایر این گروه بین ۷۴ درجه تا ۸۱ درجهٔ شمالی و ۱۰ درجه تا ۳۵ درجهٔ شرقی گسترده‌اند. بزرگ‌ترین جزیره، اسپیتس‌برگن است و پس از آن نورداوست‌لانِت و اجیویا از نظر اندازه قرار دارند. بزرگ‌ترین سکونتگاه، لونگ‌یربین در ساحل غربی اسپیتس‌برگن است.
نهنگ‌گیرانی که در قرن‌های ۱۷ و ۱۸ به شمال دور سفر می‌کردند، از این جزایر به‌عنوان پایگاه استفاده کردند؛ اما پس از آن، این مجمع‌الجزایر خالی از سکنه شد. معدن‌کاری زغال‌سنگ از ابتدای قرن بیستم آغاز شد و چندین جامعهٔ دائمی مانند پیرامیدن یا بارنتسبورگ ایجاد شدند. پیمان سوالبارد در سال ۱۹۲۰ حق حاکمیت نروژ را به رسمیت شناخت و قانون سوالبارد در سال ۱۹۲۵ سوالبارد را بخشی کامل از پادشاهی نروژ کرد. این پیمان سوالبارد را به‌عنوان یک بندر آزاد به ثبت رساند و استفادهٔ نظامی از این مجمع‌الجزایر را محدود کرد. شرکت زغال‌سنگ اشتور نورسکهٔ نروژ و شرکت روسی آرکتیکوگل تنها شرکت‌های معدنی باقی‌مانده در این منطقه هستند.
تحقیقات و گردشگری به‌عنوان صنایع تکمیلی مهمی شناخته می‌شوند و مرکز دانشگاهی سوالبارد و خزانهٔ جهانی بذر سوالبارد نقش حیاتی در اقتصاد محلی ایفا می‌کنند. به‌جز لونگ‌یربین، سایر سکونتگاه‌ها شامل جامعهٔ معدنی روسی بارنتسبورگ، ایستگاه تحقیقاتی نروژی نیواولسن و پست معدنی سوئدی-نروژی سوئاگروا (که در سال ۲۰۲۰ تعطیل شد) هستند. سکونتگاه‌های دیگر در نقاط شمالی‌تر وجود دارند، اما تنها گروه‌هایی از پژوهشگران به‌صورت چرخشی در آن‌ها حضور دارند. هیچ جاده‌ای این سکونتگاه‌ها را به هم متصل نمی‌کند؛ بلکه برف‌روها، هواپیماها و قایق‌ها حمل‌ونقل میان سکونتگاه‌ها را برعهده دارند. فرودگاه لانگیر سوالبارد به‌عنوان دروازهٔ اصلی این منطقه عمل می‌کند.
حدود ۶۰ درصد از مجمع‌الجزایر با یخچال‌های طبیعی پوشیده شده است و این جزایر دارای کوه‌ها و آبدرههای بسیاری هستند. این مجمع‌الجزایر دارای اقلیم شمالگان است، هرچند دماهای آن به‌طور قابل‌توجهی بالاتر از مناطق دیگر با عرض جغرافیایی مشابه است. گیاهان آن به‌گونه‌ای تکامل یافته‌اند که از دورهٔ طولانی خورشید نیمه‌شب برای جبران شب قطبی استفاده کنند. بسیاری از پرنده‌های دریایی از سوالبارد به‌عنوان محل تخم‌گذاری استفاده می‌کنند و این منطقه زیستگاه خرس قطبی، گوزن شمالی، روباه قطبی و برخی پستانداران دریایی است. هفت پارک ملی و ۲۳ منطقهٔ حفاظت‌شدهٔ طبیعی دو سوم از این مجمع‌الجزایر را پوشش می‌دهند و محیط زیست شکننده و عمدتاً دست‌نخوردهٔ آن را محافظت می‌کنند. نروژ در فوریهٔ ۲۰۲۴ مقررات جدیدی را برای حفاظت از گیاهان و جانوران سوالبارد برای گردشگری اعلام کرد، از جمله حضور حداکثر ۲۰۰ نفر در هر کشتی تفریحی که به این منطقه می‌آید.
در حالی که سوالبارد از سال ۱۹۲۵ جزو پادشاهی نروژ است، این مجمع‌الجزایر بخشی از جغرافیای نروژ محسوب نمی‌شود؛ از نظر اداری، این مجمع‌الجزایر جزو هیچ‌یک از استان‌های نروژ نیست، بلکه یک محدودهٔ ثبت‌نشده را تشکیل می‌دهد. این بدین معناست که مستقیماً تحت نظارت دولت نروژ و از طریق فرماندار منصوب اداره می‌شود و یک حوزهٔ قضائی ویژه است که تحت پیمان سوالبارد قرار دارد و از منطقهٔ شنگن، اتحادیهٔ گذرنامه نوردیک، و منطقهٔ اقتصادی اروپا خارج است. سوالبارد و یان ماین به‌طور مشترک کد کشور ایزو ۳۱۶۶–۱ آلفا-۲ "SJ" را دریافت کرده‌اند. هر دو منطقه تحت ادارهٔ نروژ هستند، اگرچه با فاصله‌ای بیش از ۹۵۰ کیلومتر (۵۱۰ مایل دریایی) از یکدیگر جدا شده‌اند و ساختارهای اداری بسیار متفاوتی دارند.

## ریشه‌شناسی
نام سوالبارد (به نروژی: Svalbard) به‌طور رسمی توسط نروژ تحت قانون سوالبارد در سال ۱۹۲۵ برای مجمع‌الجزایر انتخاب شد که به‌طور رسمی آن را ضمیمه کرد. نام قبلی اِسپیتسْبِرگن (به نروژی: Spitsbergen) از آن زمان به جزیرهٔ اصلی محدود شد. در سال ۱۸۲۷ بالتازار کایلهاو نخستین بار پیشنهاد داد که نام جغرافیایی Svalbarði در منابع قرون وسطی ایسلندی به‌عنوان اشاره به اسپیتس‌برگن بوده است. نظریهٔ کایلهاو توسط گوستاو استورم در سال ۱۸۹۰ و گونار ایساکسن در سال ۱۹۰۷ دوباره زنده شد، زمانی که وجود ارتباطات نوردیک با این سرزمین به ادعای حاکمیت نروژ در دوران مدرن کمک می‌کرد. Svalbard معادل نروژی مدرن Svalbarði است که خود از svalr ('سرد') و barð ('لبه'، 'رشته‌کوه'، 'چمن'، 'سبیل') مشتق شده است.
سالنامه‌های ایسلندی گزارش می‌دهند که Svalbarði در سال ۱۱۹۴ کشف شدر، در حالی که کتاب لندنامابوک Svalbarði را چهار روز دریانوردی به شمال لانگانس می‌داند. واژهٔ dægr «روز» ممکن است به معنای ۱۲ یا ۲۴ ساعت باشد؛ ایساکسن تفسیر دومی را پذیرفت، بنابراین یان ماین را به عنوان Svalbarði رد کرد. مطالعات فرهنگی روالد برگ می‌گوید که Svalbarði احتمالاً به بخشی از گرینلند اشاره داشت، اما تغییر نام در سال ۱۹۲۵ حاکمیت نروژ را طبق پیمان اسپیتس‌برگن ۱۹۲۰ (که اکنون پیمان سوالبارد) شناخته شده تثبیت کرد.
نام اسپیتس‌برگن از ویلم بارنتز، ناوبر و کاوشگر هلندی گرفته شده است که در سال ۱۵۹۶ «کوه‌های نوک‌تیز» یا به زبان هلندی spitse bergen را که در سواحل غربی جزیرهٔ اصلی مشاهده کرده بود، توصیف کرد. بارنتز تشخیص نداد که او یک مجمع‌الجزایر را کشف کرده است، بنابراین نام اسپیتس‌برگن برای مدت طولانی هم برای جزیرهٔ اصلی و هم برای کل مجمع‌الجزایر به کار رفت. بعداً جزیرهٔ اصلی گاهی با نام اسپیتس‌برگن غربی شناخته می‌شد. املای Spitzbergen با "z" به جای "s" از زبان آلمانی نشأت می‌گیرد.

## جغرافیا

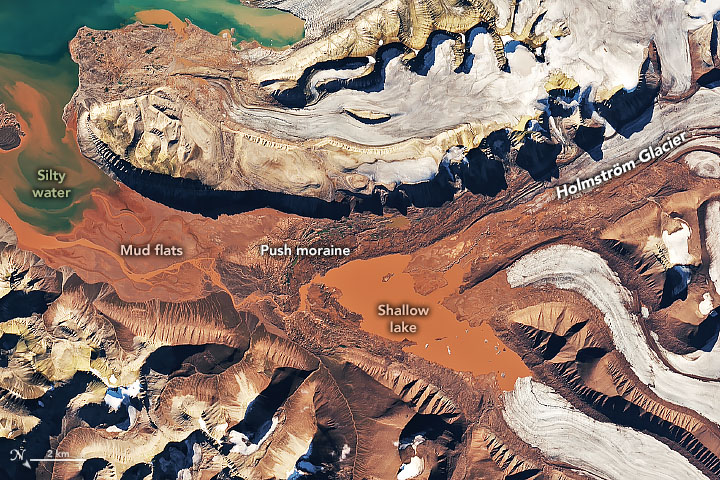
نمای ماهواره‌ای از اسپیتس‌برگن در اواخر تابستان، نشان‌دهندهٔ یخچال هولمستروم و حوضچه‌های آب ذوب‌شده که به‌علت رسوب گل و لای یخچالی، قرمز رنگ شده‌اند، از فرسایش رسوبات نرم و غنی از آهن دوونین

پیمان سوالبارد ۱۹۲۰ سوالبارد را به‌عنوان تمام جزایر، جزیرک‌ها و جزایر سنگی از عرض جغرافیایی ۷۴ درجه تا ۸۱ درجه شمال و از طول جغرافیایی ۱۰ درجه تا ۳۵ درجه شرق تعریف می‌کند. مساحت خشکی ۶۱٬۰۲۲ کیلومتر مربع (۲۳٬۵۶۱ مایل مربع) است و عمدتاً توسط جزیرهٔ اسپیتس‌برگن که بیش از نیمی از مجمع‌الجزایر را تشکیل می‌دهد، پوشش داده شده است، سپس نورداوست‌لانت و اجیویا قرار دارند.
تمامی سکونتگاه‌ها در اسپیتس‌برگن قرار دارند، به‌جز ایستگاه‌های هواشناسی در بیِورنُیا و هوپن. دولت نروژ در زمان اجرای پیمان سوالبارد، مالک تمام زمین‌های بدون ادعا، یا ۹۵٫۲٪ از مجمع‌الجزایر شد؛ استوره نورسکه، یک شرکت معدن‌کاری زغال‌سنگ نروژی، ۴٪ از آن را مالک است، آرکتیکوگل، یک شرکت معدن‌کاری زغال‌سنگ روسی، ۰٫۴٪ از آن را مالک است، در حالی که دیگر مالکان خصوصی ۰٫۴٪ باقی‌مانده را دارند.
از آن‌جایی که سوالبارد در شمال مدار شمالگان قرار دارد، تابستان‌ها خورشید نیمه‌شب و زمستان‌ها شب قطبی را تجربه می‌کند. در ۷۴ درجه شمالی، خورشید نیمه‌شب ۹۹ روز و شب قطبی ۸۴ روز طول می‌کشد، در حالی که اعداد مربوط به ۸۱ درجه شمالی به‌ترتیب ۱۴۱ و ۱۲۸ روز هستند. در لونگ‌یربین، خورشید نیمه‌شب از ۲۰ آوریل تا ۲۳ اوت و شب قطبی از ۲۶ اکتبر تا ۱۵ فوریه ادامه دارد. در زمستان، ترکیب ماه بدر و برف بازتابی می‌تواند نور اضافی فراهم کند.
به‌دلیل کج شدن زمین و عرض جغرافیایی بالا، سوالبارد دارای افق‌های طولانی است. در لونگ‌یربین، اولین و آخرین روز شب قطبی هفت و نیم ساعت درخشش افق دارند، در حالی که نور دائمی دو هفته بیشتر از خورشید نیمه‌شب طول می‌کشد. در انقلاب تابستانی، خورشید در نیمه‌شب در زاویه ۱۲ درجه به پایین می‌آید، که در شب بسیار بالاتر از نواحی نور قطبی نروژ است. با این حال، قدرت خورشید در روز تنها تا ۳۵ درجه پایین می‌آید.
یخچال‌های طبیعی ۳۶٬۵۰۲ کیلومتر مربع (۱۴٬۰۹۴ مایل مربع) یا ۶۰٪ از سوالبارد را پوشش داده‌اند؛ ۳۰٪ سنگ‌های بیابانی و ۱۰٪ پوشش گیاهی دارند. بزرگ‌ترین یخچال اوست‌فونا (۸٬۴۱۲ کیلومتر مربع یا ۳٬۲۴۸ مایل مربع) در نورداوست‌لانت است، که پس از آن سرزمین اولاف پنجم و وست‌فونا قرار دارند. در تابستان، امکان اسکی از سورکاپ در جنوب تا شمال اسپیتس‌برگن وجود دارد، با تنها مسافتی کوتاه که پوشیده از برف یا یخچال نیست. کویتویا ۹۹٫۳٪ پوشیده از یخچال است.
اَشکال زمین در سوالبارد از طریق دوران‌های متعدد یخبندان ایجاد شده‌اند، زمانی که یخچال‌ها فلات سابق را به آبدره‌ها، دره‌ها و کوه‌ها بریدند. بلندترین قلهٔ سوالبارد نیوتون‌تاپن (۱٬۷۱۷ متر یا ۵٬۶۳۳ فوت) است، که پس از آن پریِرِتوپن (۱٬۷۱۲ متر یا ۵٬۶۱۷ فوت)، سرِسفیِلِت (۱٬۶۷۵ متر یا ۵٬۴۹۵ فوت)، چَدویک‌ریگن (۱٬۶۴۰ متر یا ۵٬۳۸۰ فوت) و گالیله‌توپن (۱٬۶۳۷ متر یا ۵٬۳۷۱ فوت) قرار دارند. طولانی‌ترین آبدره، ویِدفیوردِن (۱۰۸ کیلومتر یا ۶۷ مایل) است. قله‌ها در بیشتر مناطق شمالی و نوار اصلی، دمای زمستانی پایینی دارند، اما نواحی جنوبی‌تر به شدت تحت تأثیر جریان آب گرمی از آب‌های آتلانتیک هستند. در نتیجه، در بعضی نقاط در پایین‌ترین ارتفاعات، درخت‌ها و گیاهان پوشش دارند.
همهٔ مناطق اصلی شهر و اطرافش در معرض یخبندان دائمی هستند که به دلیل عرض جغرافیایی بالا و ارتفاع‌های مختلف در زمستان شدت می‌گیرند. دمای معمول در اسپیتس‌برگن به کمتر از ۱۰ درجه سلسیوس (۵۰ درجه فارنهایت) در ماه‌های دسامبر و ژانویه می‌رسد. از سوی دیگر، تابستان‌ها متوسط دما در لانگیربیِن از ۵ درجه سلسیوس (۴۱ درجه فارنهایت) بالاتر نمی‌رود.
اقلیم در این جزایر به‌شدت متغیر است. به‌عنوان مثال، دما در جزیرهٔ خرس می‌تواند به‌شدت متغیر باشد و با اختلافات دمایی بزرگ نسبت به دیگر مناطق مجاور خود تفاوت‌های زیادی دارد.

## تاریخ

### کشف، اکتشاف و نقشه‌برداری هلندی‌ها از یک ترا نولیوس
ویلم بارنتز هلندی اولین کسی بود که این مجمع‌الجزایر را در سال ۱۵۹۶ کشف کرد، زمانی که هنگام جستجو برای راه دریایی شمال به سواحل جزیرهٔ اسپیتس‌برگن رسید.
اولین فرود ثبت‌شده در جزایر سوالبارد به سال ۱۶۰۴ بازمی‌گردد، زمانی که یک کشتی انگلیسی در بیِورنُیا یا جزیرهٔ خرس به زمین نشست و شروع به شکار گراز دریایی کرد. اکتشافات سالانه به زودی آغاز شد و اسپیتس‌برگن از سال ۱۶۱۱ به عنوان پایگاهی برای شکار نهنگ قطبی تبدیل شد. به دلیل طبیعت بی‌قانون این منطقه، شرکت‌ها و مقامات انگلیسی، دانمارکی، هلندی و فرانسوی سعی کردند با استفاده از زور، ناوگان کشورهای دیگر را از ورود به این منطقه بازدارند.

### قرون ۱۷–۱۸
سمیرنبورگ یکی از نخستین سکونتگاه‌ها بود که در سال ۱۶۱۹ توسط هلندی‌ها تأسیس شد. پایگاه‌های کوچکتری نیز توسط انگلیسی‌ها، دانمارکی‌ها و فرانسوی‌ها ساخته شد. در ابتدا، این پایگاه‌ها تنها کمپ‌های تابستانی بودند، اما از اوایل دههٔ ۱۶۳۰، چند نفر شروع به زمستان‌گذرانی کردند. شکار نهنگ در اسپیتس‌برگن تا دههٔ ۱۸۲۰ ادامه داشت، زمانی که شکارچیان هلندی، بریتانیایی و دانمارکی به مناطق دیگر در قطب شمال نقل مکان کردند. تا اواخر قرن هفدهم، شکارچیان روس به منطقه رسیدند؛ آنها بیشتر زمستان‌گذرانی کردند و شکار جانوران خشکی مانند خرس قطبی و روباه را آغاز کردند.
شکار نروژی‌ها—که عمدتاً برای گراز دریایی بود—در دههٔ ۱۷۹۰ آغاز شد. نخستین شهروندان نروژی که به اسپیتس‌برگن رسیدند، تعدادی از مردم ساحلی سامی از منطقهٔ هامرفست بودند که به عنوان بخشی از یک گروه روسی برای یک اکتشاف در سال ۱۷۹۵ استخدام شدند.

### قرن ۱۹
پس از جنگ انگلستان و روسیه در سال ۱۸۰۹، فعالیت‌های روس‌ها در سوالبارد کاهش یافت و تا دههٔ ۱۸۲۰ متوقف شد. شکار نهنگ نروژی حدوداً همزمان با ترک روس‌ها متوقف شد، اما شکار نهنگ در اطراف اسپیتس‌برگن تا دههٔ ۱۸۳۰ ادامه داشت و در اطراف جزیرهٔ خرس تا دههٔ ۱۸۶۰ ادامه یافت.

### قرن ۲۰

#### پیمان سوالبارد و حاکمیت نروژ
تا دههٔ ۱۸۹۰، سوالبارد به مقصدی برای گردشگری قطب شمال تبدیل شده بود، ذخایر زغال‌سنگ کشف شده بود و جزایر به عنوان پایگاهی برای کاوش شمالگان مورد استفاده قرار می‌گرفت. اولین معدن‌کاری در کنار ایزفیورد توسط نروژی‌ها در سال ۱۸۹۹ انجام شد؛ تا سال ۱۹۰۴، بریتانیایی‌ها در آدونتفیورد مستقر شده و اولین عملیات دائمی را آغاز کردند. تولید در لونگ‌یربین، توسط آمریکایی‌ها، از سال ۱۹۰۸ آغاز شد؛ و استوره نروکه در سال ۱۹۱۶ تأسیس شد، همان‌طور که دیگر نروژی‌ها در طول جنگ جهانی اول، بخشی از آن را با خرید منافع آمریکایی‌ها به‌دست آوردند.

پرچم پیشنهادی سوالبارد از سال ۱۹۳۰. این پرچم شامل شیر از آرم ملی نروژ است که بر پس‌زمینه‌ای از آبی و سفید قرار دارد، که ممکن است نماد چشم‌انداز قطبی مجمع‌الجزایر باشد. سوالبارد در حال حاضر از پرچم خاصی استفاده نمی‌کند.

مذاکرات برای تعیین حاکمیت مجمع‌الجزایر از دههٔ ۱۹۱۰ آغاز شد، اما با جنگ جهانی اول قطع شد. در ۹ فوریهٔ ۱۹۲۰، پس از کنفرانس صلح پاریس، پیمان سوالبارد به امضا رسید که حاکمیت کامل را به نروژ اعطا کرد. با این حال، به تمام کشورهای امضاءکننده حقوق غیرتبعیض‌آمیز برای ماهی‌گیری، شکار و منابع معدنی داده شد. این پیمان در ۱۴ اوت ۱۹۲۵ به اجرا درآمد، همزمان با تصویب قانون سوالبارد که مجمع‌الجزایر را تنظیم کرده و اولین فرماندار، یوهانس گرکنس باسوئه، به دفتر خود وارد شد.
مجمع‌الجزایر به‌طور سنتی به نام اسپیتس‌برگن شناخته می‌شد و جزیرهٔ اصلی به نام اسپیتس‌برگن غربی شناخته می‌شد. در دههٔ ۱۹۲۰، نروژ نام مجمع‌الجزایر را به سوالبارد تغییر داد و جزیرهٔ اصلی به اسپیتس‌برگن تبدیل شد. کویتوی، کونگ کارلس لند، هوپن و جزیرهٔ خرس به عنوان بخشی از مجمع‌الجزایر اسپیتس‌برگن در نظر گرفته نمی‌شدند. روس‌ها به‌طور سنتی مجمع‌الجزایر را «گرومانت» (Грумант) می‌نامیدند. اتحاد جماهیر شوروی نام اسپیتس‌برگن (Шпицберген) را برای حمایت از ادعاهای بدون مدرک مبنی بر اینکه روس‌ها اولین کسانی بودند که این جزیره را کشف کردند، حفظ کرد.
در سال ۱۹۲۸، کاوشگر ایتالیایی اومبرتو نوبیل و خدمهٔ کشتی هوایی ایتالیا در یخچال ساحل جزیرهٔ فوی سقوط کردند. تلاش‌های نجات بعدی در مطبوعات به‌طور گسترده پوشش داده شد و سوالبارد به دلیل آن شهرت کوتاه‌مدتی پیدا کرد.

#### جنگ جهانی دوم

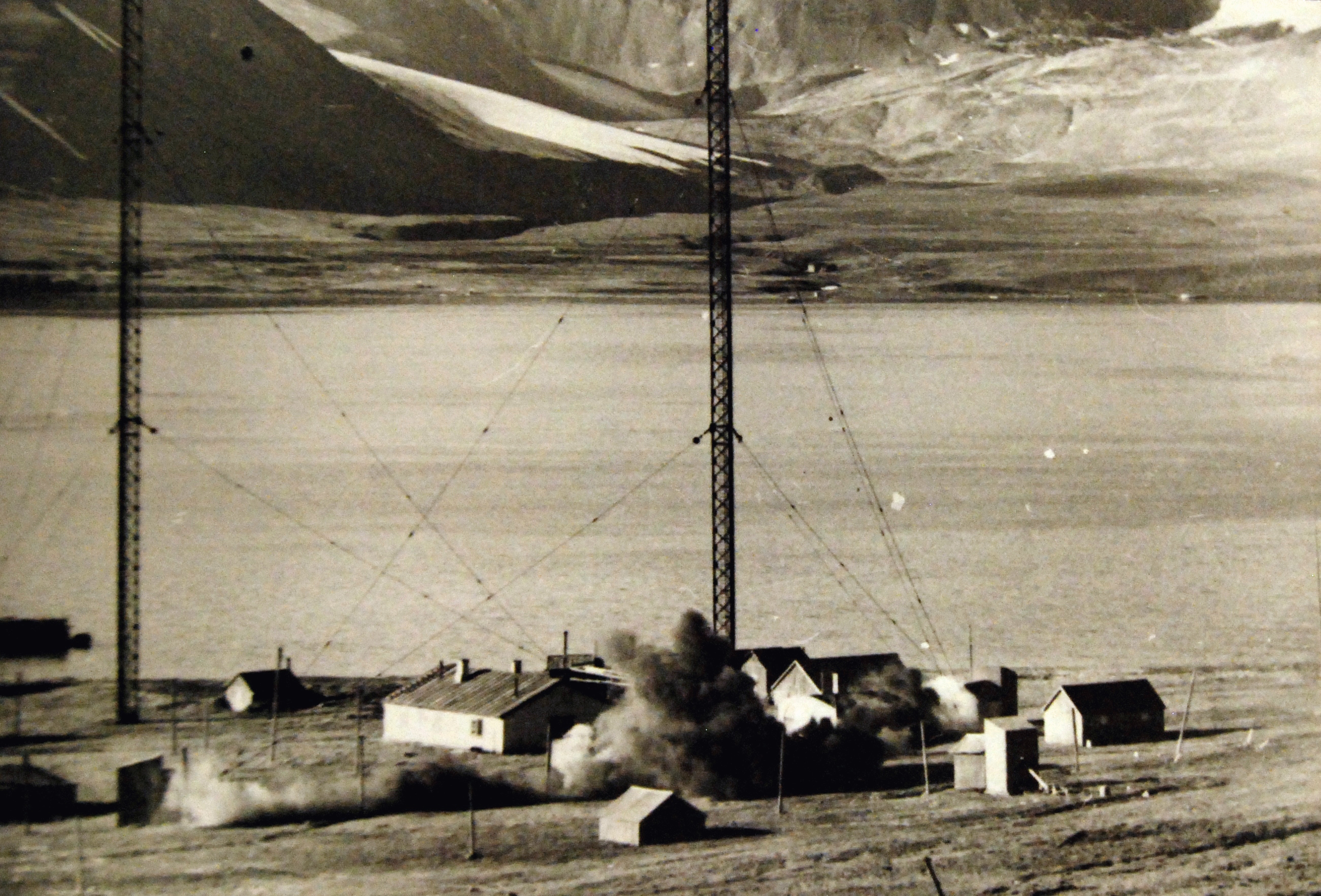
تخریب ایستگاه بی‌سیم در طول عملیات گانتلت در ۱۹۴۱

سوالبارد، که توسط بریتانیایی‌ها و آلمانی‌ها به نام اسپیتس‌برگن شناخته می‌شد، تأثیر کمی از نبرد نروژ در آوریل ۱۹۴۰ پذیرفت. سکونتگاه‌ها به فعالیت خود ادامه دادند و به استخراج زغال‌سنگ و نظارت بر وضعیت آب و هوا پرداختند.
در ژوئیهٔ ۱۹۴۱، پس از حملهٔ آلمان به اتحاد جماهیر شوروی، نیروی دریایی پادشاهی بریتانیا جزایر را به منظور استفاده به عنوان پایگاه عملیاتی برای ارسال تأمینات به شمال روسیه بررسی کرد، اما این ایده به دلیل غیرعملی بودن طرح، رد شد. در عوض، با موافقت شوروی‌ها و دولت نروژ در تبعید، در اوت ۱۹۴۱، سکونتگاه‌های نروژی و شوروی در سوالبارد تخلیه شده و تأسیسات آنجا در عملیات گانتلت تخریب شدند. اما دولت نروژ در تبعید تصمیم گرفت که مهم است که به صورت سیاسی یک گارد نظامی در جزایر مستقر کند، که این کار در مه ۱۹۴۲ در طول عملیات فری‌تام انجام شد.
در همین حال، آلمانی‌ها در پاسخ به تخریب ایستگاه هواشناسی، ایستگاه گزارش‌دهی خود را با کد "بانسو" در اکتبر ۱۹۴۱ تأسیس کردند. آنها در اکتبر توسط بازدید از چیزی که آلمانی‌ها اشتباهاً چهار کشتی جنگی بریتانیایی می‌پنداشتند، رانده شدند، اما بعداً بازگشتند. ایستگاه دوم، «کنوسپه»، در نیواولسن در سال ۱۹۴۱ تأسیس شد و تا سال ۱۹۴۲ باقی ماند. در مه ۱۹۴۲، پس از رسیدن نیروی فری‌تام، واحد آلمانی مستقر در بانسو تخلیه شد.
در سپتامبر ۱۹۴۳، در عملیات زیتورنلا، یک نیروی ویژهٔ آلمانی که شامل ناو جنگی تریپیتس بود، به منظور حمله به گارنیسون و تخریب سکونتگاه‌ها در لونگ‌یربین و بارنتسبرگ فرستاده شد. این هدف محقق شد، اما اثرات طولانی‌مدت کمی داشت: پس از ترک آنها، نروژی‌ها بازگشتند و حضور خود را دوباره برقرار کردند.
در سپتامبر ۱۹۴۴، آلمانی‌ها آخرین ایستگاه هواشناسی خود را، عملیات هاودگن، در نورداوست‌لانت راه‌اندازی کردند؛ این ایستگاه تا پس از تسلیم آلمان‌ها فعال بود. در ۴ سپتامبر ۱۹۴۵، سربازان توسط یک کشتی شکار فک نروژی سوار شده و تسلیم فرماندهٔ آن کشتی شدند. این گروه از سربازان، آخرین نیروهای آلمانی بودند که پس از جنگ جهانی دوم تسلیم شدند.
پس از جنگ، اتحاد شوروی پیشنهاد کرد که اداره و دفاع نظامی مشترک نروژ و شوروی بر سواحل شمالی صورت گیرد. این پیشنهاد در سال ۱۹۴۷ توسط نروژ رد شد و دو سال بعد نروژ به ناتو پیوست. اتحاد شوروی فعالیت‌های غیرنظامی بالایی در سواحل شمالی حفظ کرد تا اطمینان حاصل کند که این مجمع‌الجزایر توسط ناتو استفاده نمی‌شود.

#### پس از جنگ

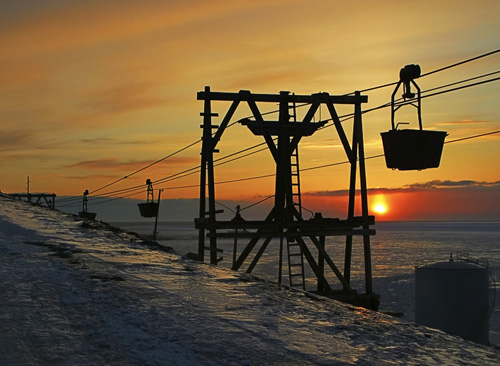
تله‌کابین متروکه که قبلاً برای حمل زغال‌سنگ استفاده می‌شد

پس از جنگ، نروژ عملیات‌های خود را در لونگ‌یربین و نیواولسن دوباره راه‌اندازی کرد، در حالی که اتحاد شوروی معدن‌کاری در بارنتسبرگ، پیرامیدن و گرومانت را آغاز کرد. معدن نیواولسن چندین حادثهٔ مرگبار داشت که ۷۱ نفر کشته شدند و این معدن از ۱۹۴۵ تا ۱۹۵۴ و از ۱۹۶۰ تا ۱۹۶۳ فعال بود. در حادثه‌ای دیگر که در آن ۲۱ کارگر کشته شدند، منجر به استعفای کابینهٔ سوم گراردسن شد.
از سال ۱۹۶۴، نیواولسن به یک پایگاه تحقیقاتی تبدیل شد و به عنوان یک تأسیسات برای سازمان تحقیقات فضایی اروپا فعالیت می‌کرد. حفاری آزمایشی نفت در سال ۱۹۶۳ آغاز شد و تا ۱۹۸۴ ادامه یافت، اما هیچ میدان تجاری سودآوری یافت نشد. از ۱۹۶۰، پروازهای چارتر منظم از سرزمین اصلی به یک میدان در هتل‌نست انجام شد؛ در سال ۱۹۷۵، فرودگاه سواحل شمالی، لونگ‌یربین افتتاح شد که خدمات سالانه را امکان‌پذیر کرد.
در طول جنگ سرد، اتحاد شوروی حدود دو سوم جمعیت جزایر را تشکیل می‌داد (نروژی‌ها یک سوم باقی‌مانده) و جمعیت این مجمع‌الجزایر کمی کمتر از ۴۰۰۰ نفر بود. فعالیت‌های روس‌ها از آن زمان به‌طور قابل‌توجهی کاهش یافته است و از ۲۵۰۰ نفر در ۱۹۹۰ به ۴۵۰ نفر در ۲۰۱۰ کاهش یافته است. گرومانت پس از تمام شدن منابع آن در سال ۱۹۶۲ تعطیل شد.
پیرامیدن در سال ۱۹۹۸ تعطیل شد. صادرات زغال‌سنگ از بارنتسبرگ در سال ۲۰۰۶ به دلیل آتش‌سوزی متوقف شد، اما در سال ۲۰۱۰ دوباره آغاز شد. روس‌ها دو حادثهٔ هوایی تجربه کردند: پرواز شمارهٔ ۲۸۰۱ خطوط هوایی ونوکوو که ۱۴۱ نفر کشته شدند، و حادثهٔ هلیکوپتر هروادن که سه نفر کشته شدند.
جمعیت کنونی نروژی‌ها از سال ۲۰۱۰ حدود ۲۵۰ نفر است.

## جمعیت

### جمعیت‌شناسی
در سال ۲۰۱۶، جمعیت سوالبارد ۲۶۶۷ نفر بود که از این تعداد ۴۲۳ نفر روسی و اوکراینی، ۱۰ نفر لهستانی و ۳۲۲ نفر دیگر غیر نروژی در سکونتگاه‌های نروژی زندگی می‌کردند. بزرگ‌ترین گروه‌های غیر نروژی در لونگ‌یربین در سال ۲۰۰۵ از روسیه، اوکراین، لهستان، آلمان، سوئد، دانمارک و تایلند بودند.

### سکونتگاه‌ها

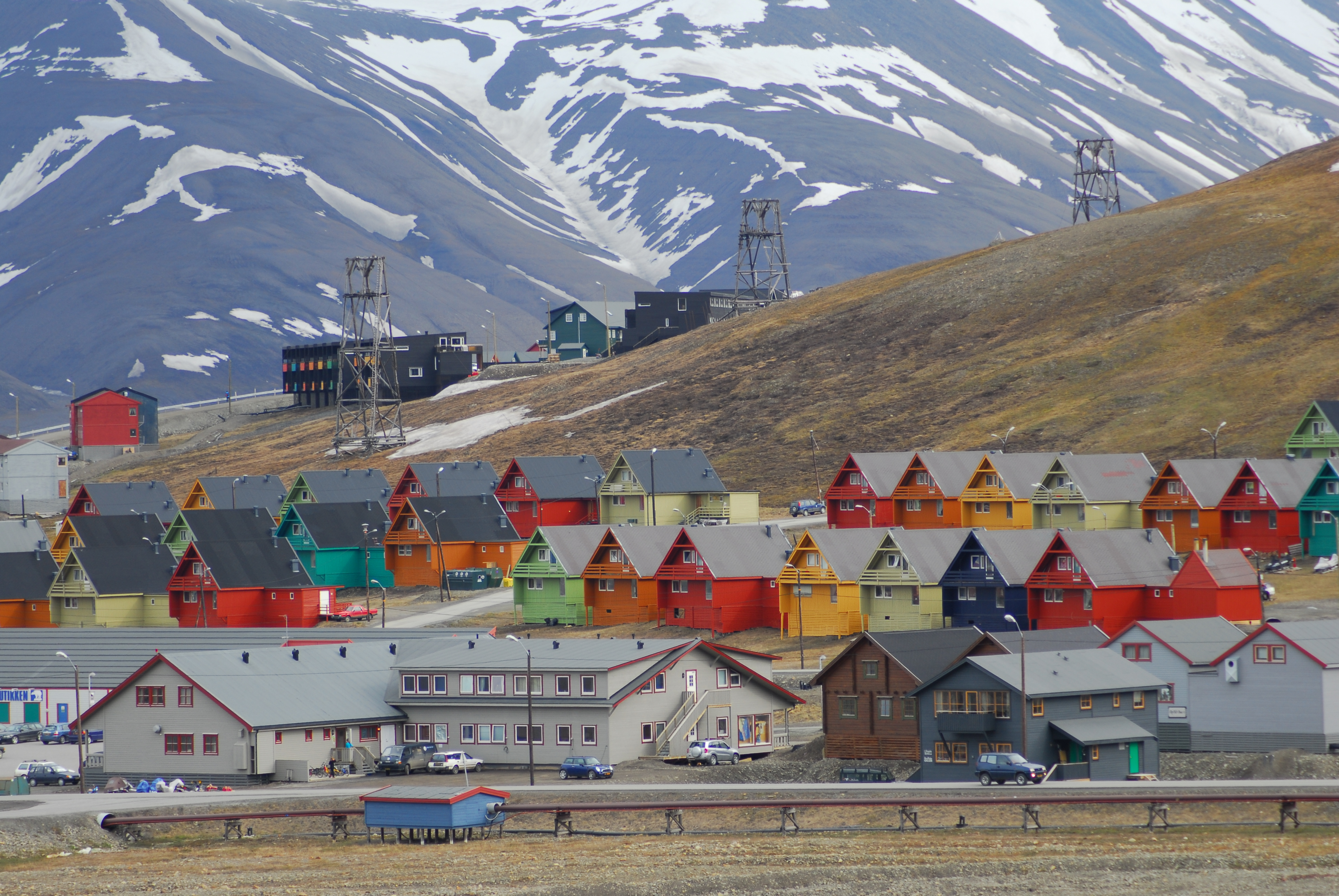
خانه‌های شرکتی در لونگ‌یربین

لونگ‌یربین بزرگ‌ترین سکونتگاه در مجمع‌الجزایر است که محل اقامت فرماندار است. این شهر دارای فرودگاه، بیمارستان، مدرسهٔ ابتدایی و دبیرستان، دانشگاه، مرکز ورزشی با استخر شنا، کتابخانه، مرکز فرهنگی، سینما، حمل و نقل اتوبوسی، هتل‌ها، بانک، و چندین موزه است. روزنامهٔ سوالباردپُستِن به صورت هفتگی منتشر می‌شود. فعالیت معدنی در لونگ‌یربین بسیار کم است؛ معادن زغال‌سنگ در سواگرووا و لونکِفیلت در سال ۲۰۱۷ عملیات خود را متوقف کرده و در سال ۲۰۲۰ به طور دائم بسته شدند.
نیواولسن یک سکونتگاه تحقیقاتی دائمی در شمال غرب اسپیتس‌برگن است و شمالی‌ترین سکونتگاه غیرنظامی فعال در جهان به شمار می‌رود. این شهر که پیش‌تر یک شهر معدنی بود، همچنان یک شهر شرکت است که توسط شرکت دولتی نروژی کینگس بی اداره می‌شود. اگرچه گردشگری به این نقطه مجاز است، اما مقامات نروژی دسترسی به آن را محدود می‌کنند تا تأثیر کمتری بر کار علمی داشته باشد. نیواولسن جمعیت ۳۵ نفر در زمستان و ۱۸۰ نفر در تابستان دارد. موسسهٔ هواشناسی نروژ در جزیرهٔ خرس و هوپن ایستگاه‌هایی دارد که به ترتیب ۱۰ و ۴ نفر جمعیت دارند. هر دو می‌توانند میزبان کارکنان تحقیقاتی موقت نیز باشند. لهستان ایستگاه قطبی لهستانی را در هورن‌سوند اداره می‌کند که ۱۰ ساکن دائمی دارد.
شهرک معدنی شوروی پیرامیدن در سال ۱۹۹۸ ترک شد و بارنتسبورگ به عنوان تنها سکونتگاه دائمی روسی باقی ماند. این شهرک یک شهر شرکت است: تمام امکانات توسط آرکتیکوگل تأمین می‌شود، که یک معدن زغال‌سنگ را اداره می‌کند و متعلق به شرکت است. علاوه بر تأسیسات معدنی، آرکتیکوگل هتل و فروشگاه سوغاتی نیز راه‌اندازی کرده است که به گردشگرانی که از لونگ‌یربین به این منطقه سفر می‌کنند یا در آنجا پیاده‌روی می‌کنند خدمات می‌دهد.
این روستا دارای یک مدرسه، کتابخانه، مرکز ورزشی، مرکز اجتماعات، استخر شنا، مزرعه و گلخانه است. پیرامیدن دارای تأسیسات مشابهی است؛ هر دو در سبک معماری و برنامه‌ریزی شوروی پس از جنگ جهانی دوم ساخته شده‌اند و دارای دو تندیس لنین هستند که در شمالی‌ترین نقطه قرار دارند و آثار دیگری از هنر واقع‌گرای سوسیالیستی نیز در آنجا یافت می‌شود. تا تاریخ ۲۰۱۳، تعداد کمی از کارگران در پیرامیدن که عمدتاً متروکه است برای نگهداری از زیرساخت‌های محلی و ادارهٔ هتل آنجا مستقر هستند، که به روی گردشگران بازگشایی شده است.

### دین
بیشتر جمعیت مسیحی هستند. بیشتر نروژی‌ها به کلیسای نروژ وابسته‌اند. جمعیت روسی و اوکراینی به کلیسای ارتدکس تعلق دارند. کاتولیک‌ها در این مجمع‌الجزایر از سوی پریلات کاتولیک رومانی ترومسو هدایت روحانی می‌شوند.

## سیاست

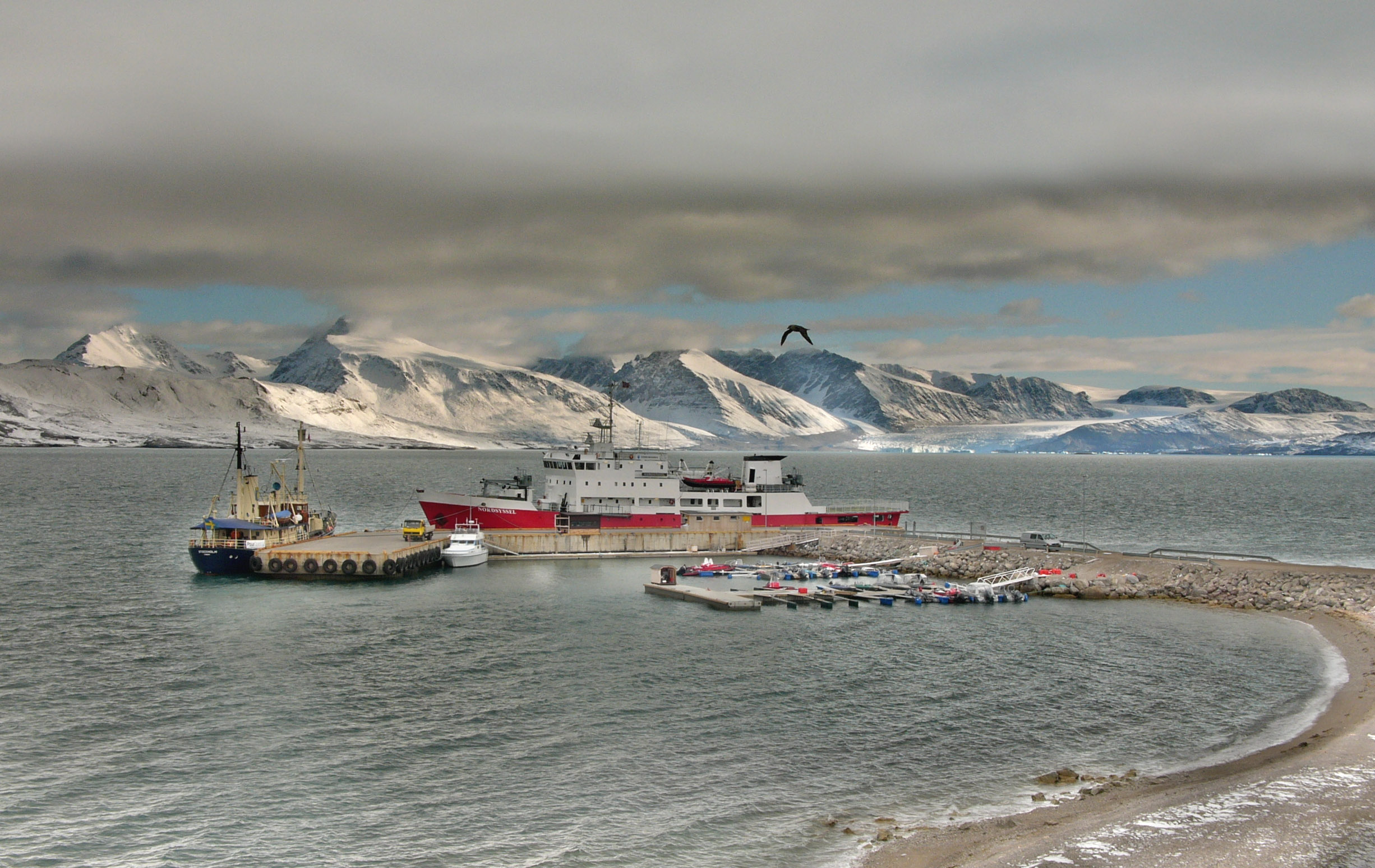
کشتی ام‌اس نوردسیسل، کشتی فرماندار سوالبارد، پهلوگرفته در نیواولسن

پیمان سوالبارد در سال ۱۹۲۰ حاکمیت کامل نروژ بر این مجمع‌الجزایر را تثبیت کرد. این جزایر، برخلاف سرزمین‌های قطبی نروژ، بخشی از پادشاهی نروژ هستند و نه یک قلمرو وابسته. این پیمان در سال ۱۹۲۵ پس از تصویب قانون سوالبارد اجرایی شد. تمام چهل و هشت کشور امضاکنندهٔ پیمان، حق انجام فعالیت‌های تجاری در این مجمع‌الجزایر را بدون تبعیض دارند، هرچند تمام این فعالیت‌ها تحت قوانین نروژ قرار دارند. این پیمان حق نروژ برای جمع‌آوری مالیات را به اندازهٔ تأمین خدمات در سوالبارد محدود می‌کند. بنابراین، سوالبارد نرخ مالیات بر درآمد پایین‌تری نسبت به سرزمین اصلی نروژ دارد و مالیات بر ارزش افزوده وجود ندارد. بودجه‌ای جداگانه برای سوالبارد تنظیم شده تا با این مقررات همخوانی داشته باشد.
سوالبارد تحت سیاست‌های مهاجرت نروژ اداره نمی‌شود و خود ویزا یا اجازهٔ اقامت صادر نمی‌کند. خارجی‌ها برای سفر به سوالبارد نیازی به ویزا یا اجازهٔ کار و اقامت از مقامات نروژ ندارند. با این حال، شهروندان خارجی که نیاز به ویزای شینگن دارند، هنگام سفر به سوالبارد از طریق سرزمین اصلی نروژ باید ویزای شینگن داشته باشند.
قانون سوالبارد نهاد فرماندار سوالبارد (نروژی: Sysselmester، سابقاً Sysselmannen) را تأسیس کرد که به‌عنوان فرماندار و رئیس پلیس فعالیت می‌کند و همچنین اختیارات دیگری از قوهٔ اجرایی دریافت می‌کند. وظایف او شامل سیاست‌گذاری زیست‌محیطی، حقوق خانواده، اجرای قانون، عملیات امداد و نجات، مدیریت گردشگری، خدمات اطلاع‌رسانی، ارتباط با سکونت‌گاه‌های خارجی، و قضاوت در برخی موارد تحقیقات دریایی و بررسی‌های قضایی است—البته نه در همان مواردی که به‌عنوان پلیس عمل می‌کند. از سال ۲۰۲۱، لارس فوس فرماندار است. این نهاد تحت نظارت وزارت دادگستری و پلیس نروژ است اما در موارد مربوط به حوزه‌های مختلف به سایر وزارتخانه‌ها گزارش می‌دهد.

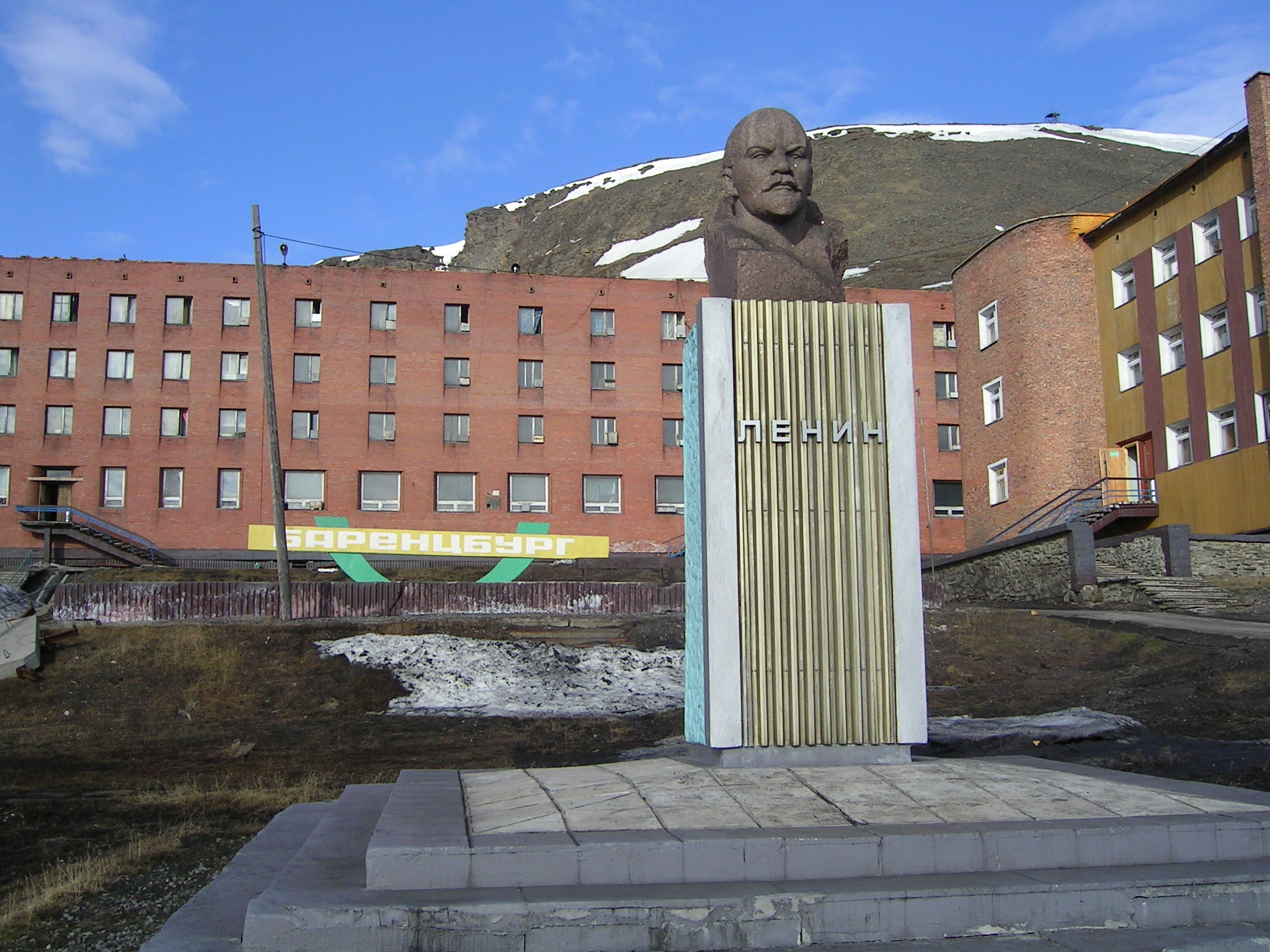
یک مجسمهٔ لنین در بارنتسبورگ

از سال ۲۰۰۲، شورای جامعهٔ لونگ‌یربین بسیاری از مسئولیت‌های شهرداری را بر عهده گرفته است، از جمله خدمات عمومی، آموزش، تأسیسات فرهنگی، آتش‌نشانی، جاده‌ها و بندرها. خدمات مراقبتی یا پرستاری در دسترس نیست و پرداخت‌های رفاهی نیز ارائه نمی‌شود. ساکنان نروژی از طریق شهرداری‌های سرزمین اصلی خود از حقوق بازنشستگی و پزشکی برخوردارند. بیمارستان بخشی از بیمارستان دانشگاهی شمال نروژ است، در حالی که فرودگاه توسط شرکت دولتی اوینور اداره می‌شود. نیواولسن و بارنتسبورگ به‌عنوان شهر شرکت باقی مانده‌اند و تمامی زیرساخت‌ها در اختیار کینگز بی و آرکتیکوگل است. سایر دفاتر دولتی با حضور در سوالبارد شامل مدیریت معادن نروژ، مؤسسهٔ قطبی نروژ، ادارهٔ مالیات نروژ و کلیسای نروژ هستند. سوالبارد تحت صلاحیت دادگاه ناحیهٔ نورد ترومس و دادگاه تجدیدنظر هالوگالاند قرار دارد که هر دو در ترومسو واقع شده‌اند.
اگرچه نروژ بخشی از منطقهٔ اقتصادی اروپا و توافق‌نامهٔ شنگن است، اما سوالبارد بخشی از منطقهٔ شنگن یا منطقهٔ اقتصادی اروپا نیست. ساکنان سوالبارد که از کشورهای غیر اتحادیهٔ اروپا و غیر شمال اروپا هستند نیازی به ویزای شنگن برای خود سوالبارد ندارند، اما افرادی که از طریق سرزمین اصلی نروژ سفر می‌کنند نیاز به ویزا دارند. افرادی که منبع درآمد ندارند ممکن است توسط فرماندار رد شوند.
هیچ‌کس ملزم به داشتن ویزا یا اجازهٔ اقامت در سوالبارد نیست. صرف نظر از تابعیت، افراد می‌توانند به طور نامحدود در سوالبارد بمانند و کار کنند. معاهدهٔ سوالبارد به اتباع کشورهای امضاکنندهٔ این معاهده حق اقامت برابر با اتباع نروژ را اعطا می‌کند. تاکنون، اتباع کشورهایی که امضاکنندهٔ این معاهده نبوده‌اند نیز بدون نیاز به ویزا پذیرش شده‌اند. در حالی که نیازی به ویزا نیست، همه باید شرایط خاصی را برای ماندن در سوالبارد رعایت کنند. این شرایط تحت یک سیاست جداگانه به نام «آیین‌نامهٔ مربوط به رد و اخراج افراد از سوالبارد» تنظیم می‌شود. یکی از این شرایط این است که ساکنان باید توانایی زندگی در سوالبارد را داشته باشند. این شرایط هم برای خارجی‌ها و هم برای شهروندان نروژی اعمال می‌شود، و فرماندار سوالبارد ممکن است افرادی را که این شرایط را برآورده نمی‌کنند رد کند. روسیه کنسولگری در بارنتسبورگ دارد.
در سپتامبر ۲۰۱۰، یک معاهده بین روسیه و نروژ امضا شد که مرز بین مجمع‌الجزایر سوالبارد و نوایا زملیا را تعیین کرد. افزایش علاقه به اکتشاف نفت در قطب شمال موجب شد تا به حل و فصل این اختلاف توجه بیشتری شود. این توافق با در نظر گرفتن موقعیت نسبی مجمع‌الجزایرها به جای اینکه صرفاً بر اساس گسترش شمالی مرز قاره‌ای نروژ و روسیه باشد، تنظیم شده است.